# CD Leganés
CD Leganés är en spansk fotbollsklubb i Leganés i utkanten av Madrid. Klubben grundades den 23 juni 1928 och spelar i La Liga, spanska förstadivisionen. Hemmamatcherna spelas på Estadio Municipal de Butarque, som har en kapacitet för drygt 12 000 åskådare.

## Historia

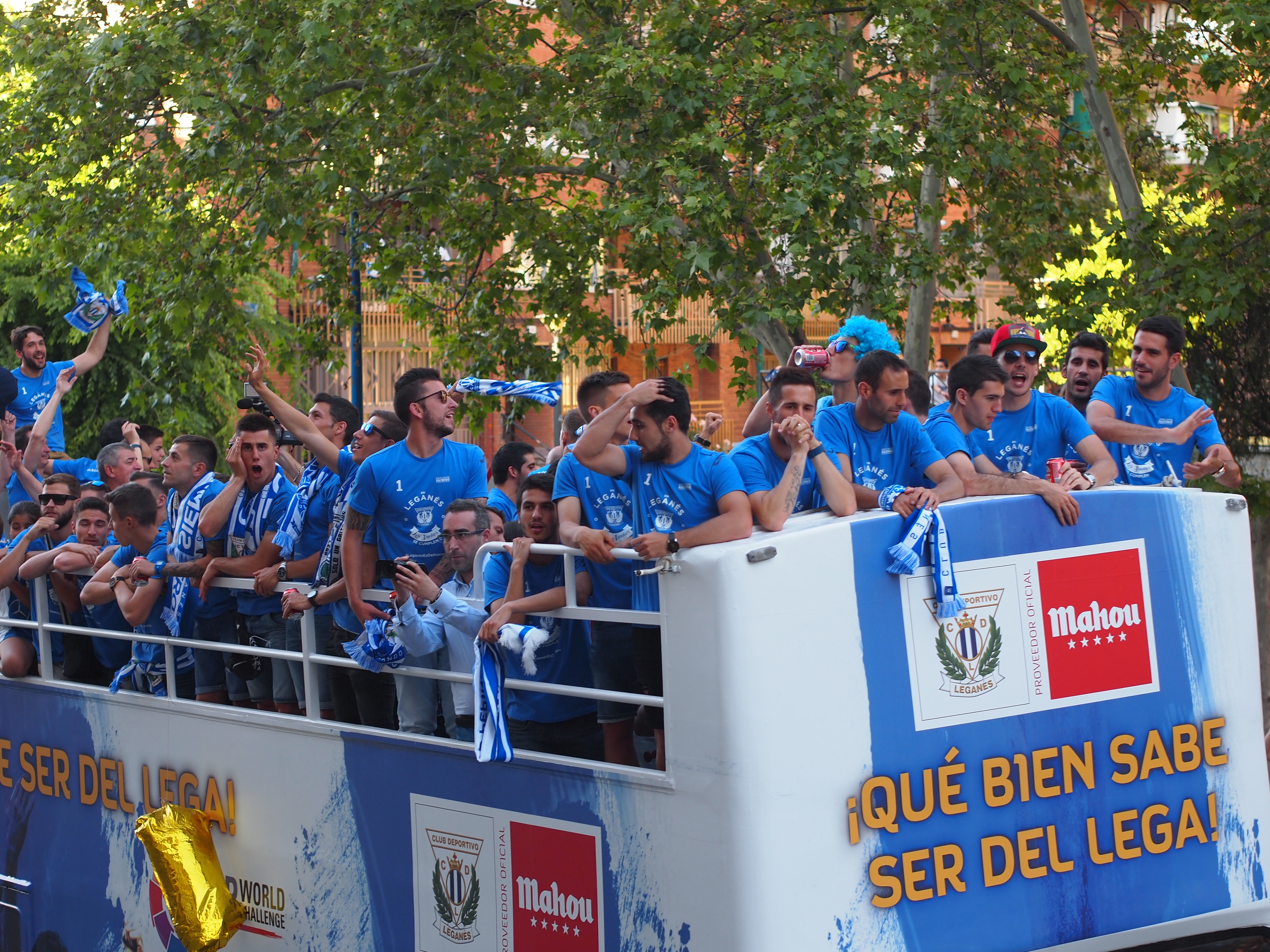
Spelare firar uppflyttningen till La Liga 2016.

Leganés har under större delen av klubbens historia spelat i Spaniens lägre divisioner. 1977 uppflyttades man återigen till Tercera División, där man tidigare hade spelat i sju år. Efter en stadig tillväxt lyckades man 1987 gå upp till nya Segunda División B för att sex år senare nå Segunda División. Man lyckades under de nästkommande elva åren ligga kvar i andra divisionen.
Säsongen 2015/16 gick man för första gången någonsin upp till La Liga.

## Meriter
- Segunda División B: 1992/93
- Tercera División: 1985/86

## Spelare

### Spelartrupp
| Nr | Land      | Pos | Namn                                           |
| -- | --------- | --- | ---------------------------------------------- |
| 1  | Spanien   | MV  | Pichu                                          |
| 2  | Spanien   | F   | Marc Navarro (på lån från Watford)             |
| 3  | Spanien   | F   | Unai Bustinza (lagkapten)                      |
| 4  | Nigeria   | F   | Kenneth Omeruo                                 |
| 5  | Argentina | F   | Jonathan Silva                                 |
| 6  | Spanien   | MF  | Roque Mesa (på lån från Sevilla)               |
| 8  | Spanien   | MF  | Recio                                          |
| 9  | Spanien   | A   | Miguel Ángel Guerrero (på lån från Olympiakos) |
| 11 | Argentina | MF  | Alexander Szymanowski                          |
| 12 | Nigeria   | F   | Chidozie Awaziem (på lån från Porto)           |
| 13 | Spanien   | MV  | Juan Soriano (på lån från Sevilla)             |
| 15 | Spanien   | F   | Rodrigo Tarín                                  |

| Nr | Land            | Pos | Namn                                        |
| -- | --------------- | --- | ------------------------------------------- |
| 16 | Venezuela       | F   | Roberto Rosales                             |
| 17 | Spanien         | MF  | Javier Eraso                                |
| 18 | Argentina       | A   | Guido Carrillo (på lån från Southampton)    |
| 19 | Spanien         | MF  | Aitor Ruibal (på lån från Real Betis)       |
| 20 | Elfenbenskusten | A   | Roger Assalé (på lån från Young Boys)       |
| 21 | Spanien         | MF  | Rubén Pérez (vice-kapten)                   |
| 22 | Grekland        | F   | Dimitris Siovas                             |
| 23 | Frankrike       | MF  | Ibrahim Amadou (på lån från Sevilla)        |
| 24 | Portugal        | F   | Kévin Rodrigues (på lån från Real Sociedad) |
| 26 | Spanien         | MF  | Bryan Gil (på lån från Sevilla)             |
| 27 | Spanien         | MF  | Óscar (på lån från Real Madrid)             |
| 30 | Brasilien       | MV  | André Grandi                                |

### Utlånade spelare
| Nr | Land      | Pos | Namn                                                 |
| -- | --------- | --- | ---------------------------------------------------- |
| —  | Marocko   | F   | Jaouad Erraji (i Pontevedra till 30 juni 2020)       |
| —  | Ukraina   | F   | Vasyl Kravets (i Lugo till 30 juni 2020)             |
| —  | Spanien   | F   | Álex Martín (i Cartagena till 30 juni 2020)          |
| —  | Venezuela | F   | Josua Mejías (i Atlético Madrid B till 30 juni 2020) |
| —  | Argentina | MF  | Facundo García (i AEK Larnaca till 30 juni 2020)     |
| —  | Albanien  | MF  | Kleandro Lleshi (i Recreativo till 30 juni 2020)     |

| Nr | Land            | Pos | Namn                                                   |
| -- | --------------- | --- | ------------------------------------------------------ |
| —  | Argentina       | MF  | Fede Varela (i Las Palmas till 30 juni 2020)           |
| —  | Spanien         | A   | José Arnaiz (i Osasuna till 30 juni 2020)              |
| —  | Elfenbenskusten | A   | Mamadou Koné (i Deportivo La Coruña till 30 juni 2020) |
| —  | Spanien         | A   | Juan Muñoz (i Almería till 30 juni 2020)               |
| —  | Spanien         | A   | Dani Ojeda (i Albacete till 30 juni 2020)              |
| —  | Brasilien       | A   | William (i Cartagena till 30 juni 2020)                |